# Мордань Олександр Антонович
Мордань Олександр Антонович (2 березня 1909 — 1983) — радянський художник-монументаліст, член Союзу художників СРСР.

## Навчання
У 1928 році вступив до Київського художнього інституту, навчався у Павла Костянтиновича Голуб'ятникова (1892—1942).
У 1941 році О.Мордань закінчив Московський державний художній інститут імені В. І. Сурикова по класу монументального живопису у Олександра Олександровича Дейнеки (1899—1969).

## Творча діяльність
Виконав фрагмент розпису «Сталінградська битва» для Палацу Рад в Москві.
Працював в Башкирії, Свердловську, Воронежі, створював фрески для Палаців культури.
Роботи художника знаходяться в багатьох регіональних зібраннях Росії.
Член Союзу художників СРСР.

### Відомі роботи
- «Эскиз Белоруссия» (1952, розмір 50х79,2 см, холст, масло)
- «Натюрморт» або «Моей Симушке. Натюрморт 8 марта» (1959, розмір 53х40 см, холст, масло)
- «Крановщица» (1965, розмір 100х71 см, оргаліт, темпера)
- «Материнская тревога»
- «Строитель»